# 田中良子 (タレント)
田中 良子（たなか りょうこ、1986年10月2日 - ）は、関西を中心に活動するタレント、モデル。
大阪府北千里出身、舞夢プロ所属。甲南女子大学卒業。

## 人物
- 姉が2人いる[3]。
- 趣味はピアノ・水泳。
- タレントの森はるかは高校時代の同級生[4]。
- 芸能事務所は最初はブルーシャトルに23年間所属をしていたが、2020年4月から舞夢プロに所属をしている。

## 出演

### テレビ番組

#### 現在
- おはよう朝日です（朝日放送）レポーター[1]
- 山のぼり大好き（KBS京都）リポーター
- どれ☆きよ天気予報（毎日放送）

#### 過去
- 「17才夏。」（ABC）第10話
- 「科捜研の女（テレビ朝日）
  - 第10シリーズ（2010年）第5話 - 芹沢奈央 役
  - 第13シリーズ（2013年）第2話 - リポーター役
  - 第14シリーズ（2014年）第9話 - リポーター役
- 大阪ほんわかテレビ（YTV）レポーター
- ひるカフェ（サンテレビジョン）アシスタント
- 「刑事110キロ」（テレビ朝日）第2話 - 宮野慶子 役
- あなたのブツが、ここに（2022年9月6日 - 9月7日、NHK総合）第10話、第11話 - 佐伯杏子 役
- ブギウギ（NHK総合）第25週 - 宮崎 役

### CM
- 「フジ・リテイリング」
- 「わかさ生活」
- 「中国銀行」
- 桐灰化学「ホットオイルアイマスク」

### VP
- 日本オプティカル「コンタクトレンズ」
- 田辺製薬「スマートアイ」（目薬）
- ジョンソン&ジョンソン

### 広告
- 「GARE」
- 「イフレ」

他

### ラジオCM
- 「NTTドコモ関西」
- ジョージア
- 学生援護会・an
- 阪急三番街
- ロート製薬

他

### ラジオ
- 金村義明のええかげんにせぇ〜!（アシスタント  2024.04.01〜）

### 舞台
- 朗読劇「苦情の手紙」

### 映画
- 「ヒョンジェ～兄貴」（2005年） - 由香里役
- 「忍たま乱太郎 夏休み宿題大作戦!の段」（2013年）
- 「ラブラブROUTE21」（2014年） - 赤井樋役
- 「いいから早く助けてく」（2025年）[5]